# Триунфу (Пернамбуку)
Триунфу (порт. Triunfo) — муниципалитет в Бразилии, входит в штат Пернамбуку. Составная часть мезорегиона Сертан штата Пернамбуку. Входит в экономико-статистический микрорегион Пажеу. Население составляет 15 135 человек на 2000 год. Занимает площадь 191,52 км². Плотность населения — 79 чел./км².

## История
Город основан 13 июня 1870 года.

## Статистика
- Индекс развития человеческого потенциала на 2000 год составляет 0,714 (данные: Программа развития ООН).